# Hrabstwo Clermont
Hrabstwo Clermont (ang. Clermont County) – hrabstwo w stanie Ohio w Stanach Zjednoczonych. Obszar całkowity hrabstwa obejmuje powierzchnię 457,67 mil2 (1 185,37 km²). Według danych z 2010 r. hrabstwo miało 197 363 mieszkańców. Hrabstwo powstało 6 grudnia 1800 roku, a jego nazwa pochodzi od XVII-wiecznego opisu francuskich odkrywców tych terenów, którą można przetłumaczyć jako jasne góry.

## Sąsiednie hrabstwa
- Hrabstwo Warren (północ)
- Hrabstwo Clinton (północny wschód)
- Hrabstwo Brown (wschód)
- Hrabstwo Bracken (południe)
- Hrabstwo Pendleton (Kentucky) (południowy zachód)
- Hrabstwo Campbell (Kentucky) (południowy zachód)
- Hrabstwo  Hamilton (zachód)

## Miasta
- Loveland
- Milford

## Wioski
- Amelia
- Batavia
- Bethel
- Chilo
- Felicity
- Moscow
- Neville
- New Richmond
- Newtonsville
- Owensville
- Williamsburg

## CDP
- Day Heights
- Goshen
- Miamiville
- Mount Carmel
- Mount Repose
- Mulberry
- Summerside
- Withamsville